# فرنبرو (باركشير)
فرنبرو (بالإنجليزية: Farnborough, Berkshire)‏ هي قرية و أبرشية مدنية تقع في المملكة المتحدة في إنجلترا. يقدر عدد سكانها بـ 102 نسمة ومساحتها 10.5 كم2 .